# Libres y esclavos
Libres y esclavos, es el título de uno de los libros del escritor Horacio Bernardo. Publicado por Editorial La Gotera en 2005.
Está compuesto de ocho relatos que se centran en la dicotomía libertad esclavitud, en diversas áreas de la vida cotidiana. Según el prologuista Wilson Javier Cardozo, "Libres y esclavos es, desde el nombre mismo del volumen, una propuesta de consideración dialéctica: hasta qué extremo puede la libertad separarse de la esclavitud y negarla y de qué manera tan sólo se retroalimenta de esta (y viceversa)"
Los relatos que integran el libro son:
- El tren de los muertos
- El cubo
- Codo a codo
- La vida antes de
- Contienda
- La tía
- El tren más seguro del mundo
- Ciudad

## Reseñas
- Datos: Q5407464